# 頭皮剥ぎ

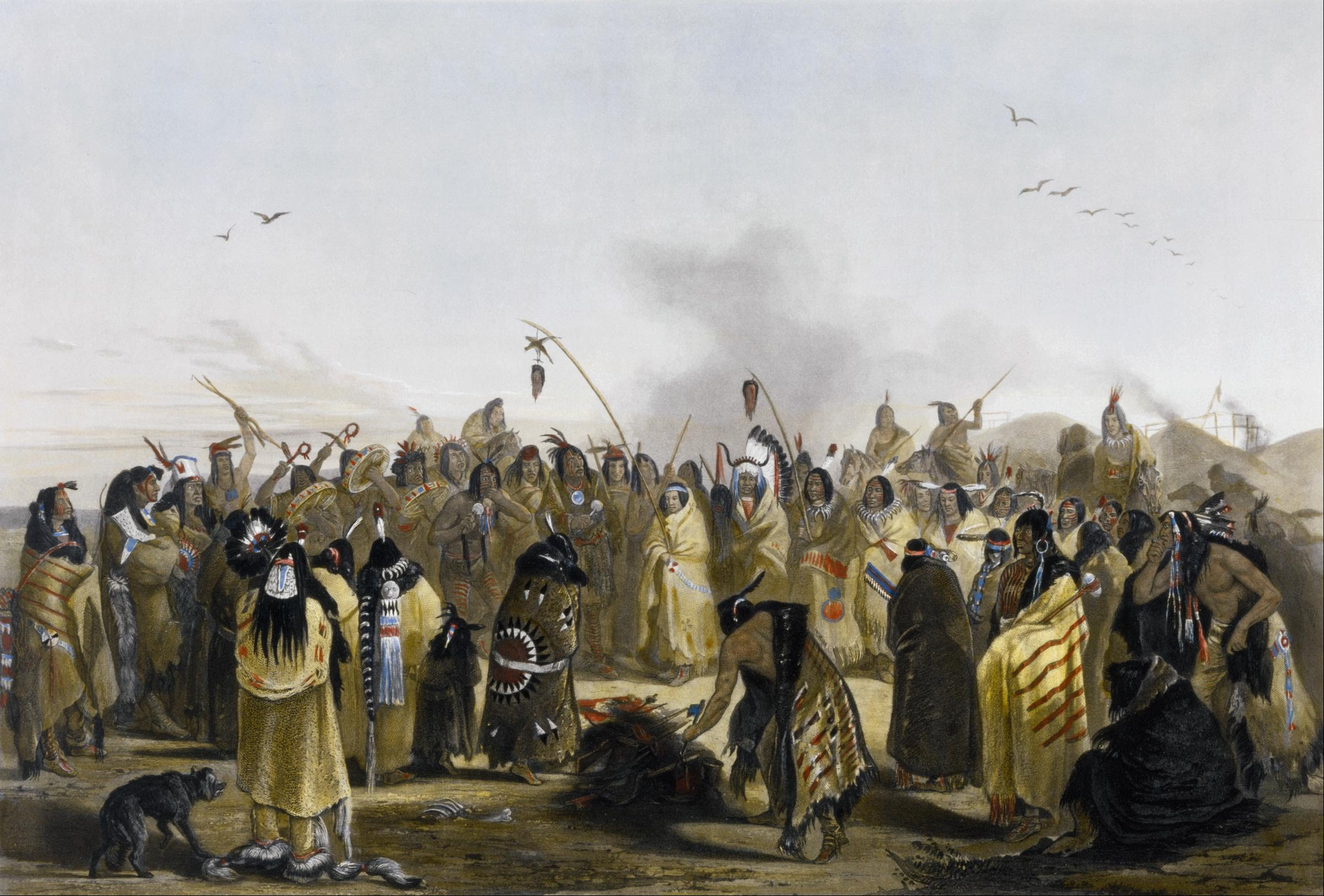
カール・ボドマーの「ミナタールの頭皮ダンス」

頭皮剥ぎ（とうひはぎ、英: Scalping）は、ヒトの頭皮の一部を頭髪が付着した状態で頭から切り取る行為であり、一般的に頭皮を戦利品とする争いで起こる。頭皮剥ぎは、人間の体の一部を戦利品として奪い見せつけるのは、広範囲な文化的習慣の一種と考えられ、頭皮が後で誇示するために取って運び、保存することが容易だったために、首狩りの代わりに発展した可能性がある。頭皮剥ぎは旧世界・新世界の両方の様々な文化で独立して生れた。